# Ceratiomyxa
Ceratiomyxa es un género de moho plasmodial del barro de Mycetozoa, descrito por Pier Antonio Micheli. Están ampliamente distribuidos y generalmente se encuentran en madera en descomposición.
El plasmodio a menudo aparece como un crecimiento blanco con aspecto escarchado a o delgadas capas con aspecto acuoso sobre la madera. Los esporangios con aspecto de columna o pared brotan a partir del plasmodio y desarrollan esporas que experimentan divisiones múltiples antes de liberar zoosporas. flageladas. Las zoosporas luego se aparean, sufren plasmogamia, y forman cigotos que más tarde formarán nuevos plasmodios.
El género actualmente contiene cuatro especies. La más notable es Ceratiomyxa fruticulosa, un moho de barro encontrado en gran parte del mundo. Otras especies conocidas de Ceratiomyxa se distribuyen mayoritariamente en regiones tropicales.

## Etimología
Ceratiomyxa proviene de la palabra latina ceratus que significa "céreo" y la palabra del griego antiguo myxa que significa "moco".

## Historia del Conocimiento
Ceratiomyxa fue descrito por primera vez bajo el nombre Puccinia ramose (más tarde revisado a Ceratiomyxa fruticulosa) en 1729 por Pier Antonio Micheli, un pionero de la micología. En 1805, Albertini y Schweinitz describieron 2 especies adicionales para el género, C. hydnoides y C. porioides. Sin embargo, debido a que las especies de Ceratiomyxa pueden adoptar una variedad de formas diferentes, muchas formas que fueron originalmente descriptas como especies luego se consideraron como sinónimos. Esto incluye a C. hydnoideum y C. porioides, que con frecuencia son considerados sinónimos de C.fruticulosa.
Ceratiomyxa fue ubicado primeramente en la subclase Ceratiomyxomycetidae de la clase Myxomycetes por Martin y Alexopoulos en 1969, pero más tarde fue trasladado a la subclase Protostelia de la clase Eumycetozoa por Oliva en 1970.

## Hábitat y Ecología
Ceratiomyxa se halla comúnmente sobre madera en descomposición. Los troncos grandes y tocones son mencionados como sustratos ideales para crecimiento, aunque se pueden encontrar colonias más pequeñas en ramas de árboles. La colección de Ceratiomyxa de Henry C. Gilbert tiene especímenes creciendo sobre varios árboles coníferos perennifolios (Pseudotsuga), olmo (Ulmus), arce (Acer), roble (Quercus), Tilia, y sauces (Salix). Un espécimen recogido por F. O. Grover fue hallado creciendo en una bolsa de arpillera.
Las especies de Ceratiomyxa pueden ser halladas en todo el mundo. C. fruticulosa es la especie más común y tiene una distribución cosmopolita. C. morchella y C.sphaerasperma sólo se han registrado en los trópicos.

## Morfología
Plasmodio: aspecto de red o capa delgada envuelta en mucus. A menudo es traslúcido o de color blanco pero también puede ser tener un tinte ligeramente amarillo, rosa, o azul-verdoso. El protoplasma dentro del plasmodio puede ser visto fluyendo, descansando, y volviendo a fluir en la dirección opuesta. Esto ocurre en intervalos de aproximadamente 40 segundos. El flujo protoplasmático se hace más lento a medida que se desarrollan los esporangios, y se detiene completamente durante la mitosis.
Esporangios: Pueden ser encontrados en muchas formas diferentes. Las formas comunes incluyen:
- Columna sencilla: proyecciones estilo columna. En algunas especies, las columnas se expanden en la base y se fusionan para formar una capa de plasmodio
- Frutículos: Grupos de proyecciones con aspecto de dedo generalmente indivisos[1]
- Arbusculares: ramificado con aspecto de arbolitos. Las esporas se desarrollan sobre la superficie de las ramas
- Filiforme: columnas largas y esbeltas
- Porioides: aspecto de redes formando paredes. Las esporas desarrollan en lados y bordes de pared

Esporas: Las esporas son glóbulos redondos u ovalados unidos individualmente a tallos que brotan de los esporangios. Las esporas varían en tamaño (8-13 µ de diámetro). Las paredes de las esporas son delgadas y transparentes. Las esporas aparecen granosas y puede tener algunas vacuolas que a menudo se hallan cerca del perímetro o rodeando al núcleo. El núcleo dentro de la espora tiene aproximadamente 3 µ de diámetro.
Células flageladas: oblongas, bien con un flagelo largo, o un flagelo corto y uno largo, o dos flagelos largos. Los flagelos pueden estar juntos o bien en extremos opuestos de la célula. Al emerger, las células flageladas tienen 6-8 µ de largo  y pueden desarrollarse hasta unos 2 µ en células más viejas.

## Ciclo de vida
El  plasmodio de Ceratiomyxa es diploide y a menudo puede ser hallado emergiendo de madera en putrefacción y extendiéndose formando una capa delgada. El plasmodio luego fructifica para formar esporangios: estructuras de columna erecta o aspecto de pared. Los esporangios maduran en aproximadamente seis horas. Emergen muchos pequeños tallos del esporangio para formar protosporas. Luego comienza la meiosis en las protosporas. En este estadio se llega a la sinapsis de los cromosomas en profase.
Luego de que los tallos han completado su elongación, se segrega una delgada pared transparente alrededor de las protosporas para devenir en esporas. Las esporas toman aproximadamente 24 horas para madurar. Luego se completa la primera división meiótica en las esporas, seguida por una segunda división meiótica qué deja a la espora con 4 núcleos.
Luego de la dispersión, estas esporas tetra-nucleadas germinan y emergen protoplastos desnudos. Los protoplastos toman agua al emerger y se agrandan hasta alcanzar aproximadamente el triple del tamaño de la espora de la cual emergieron. Luego los protoplastos forman cortos filamentos con aspecto de hilos que después se retraen hasta ser glóbulos redondos. En algunos casos, el protoplasto saltea la fase de hilos y sigue siendo isodiamétrico. Entonces los núcleos emigran hacia los cuatro puntos de un tetraedro y el protoplasto se divide en una tétrada de lóbulos. Enseguida la tétrada sufre mitosis y vuelve a dividirse en un octeto de células haploides.
Cada célula libera una célula flagelada, con un único flagelo largo, dos flagelos desiguales, o dos flagelos largos. Los flagelos son apicales y tipo látigo. Dicha célula puede entonces perder los flagelos y convertirse en mixamebas asexuales o bien experimentar singamia en pares para producir un cigoto diploide.

## Lista de Especies
El género Ceratiomyxa actualmente incluye 4 especies: 
- Ceratiomyxa fruticulosa Micheli, 1729
- Ceratiomyxa sphaerosperma Boedijn, 1927
- Ceratiomyxa morchella Weldon, 1954
- Ceratiomyxa hemisphaerica Oliva y Stoianovitch, 1979